# 데술푸로콕쿠스 캄캇켄시스
데술푸로콕쿠스 캄캇켄시스는 데술푸로콕쿠스속에 속하는 한 종이다.